# Lara Prašnikar
Lara Prašnikar, née le 8 août 1998 à Celje, est une footballeuse internationale slovène. Elle évolue actuellement au poste d'attaquante avec l'Eintracht Francfort. Son père, Bojan, a été sélectionneur de la Slovénie.

## Biographie
Lara Prašnikar quitte le ŽNK Rudar Škale en 2016 pour s'expatrier en Allemagne, où elle signe au Turbine Potsdam. En 2020, elle rejoint le rival historique, l'Eintracht Francfort, après avoir marqué quatre buts contre les Adler la saison précédente.
En 2022, elle ouvre le score face à l'Ajax au 1er tour préliminaire de la Ligue des champions, mais ne peut éviter l'élimination à Francfort, finalement battu 2-1 par les Néerlandaises. Elle est nommée footballeuse slovène de l'année 2022. L'année suivante, elle inscrit le seul but de la victoire de l'Eintracht face au Slovácko lors de l'entrée du club en Ligue des champions.
Lara Prašnikar est une des capitaines de la sélection slovène (avec Mateja Zver et Dominika Čonč). En 2023, elle fait partie des nombreuses joueuses slovènes à demander la démission de leur entraîneur Borut Jarc.